# Leon Ernest Deltenre
Léon Ernest Deltenre, ook soms met de voornaam Jules, (Oseke, 24 april 1896 - Sart-Dames-Avelines, 24 mei 1961) was een Belgisch volksvertegenwoordiger.

## Levensloop
De industrieel (brouwer) Deltenre trad toe tot de Belgische Werkliedenpartij.
Hij werd verkozen tot gemeenteraadslid (1938) en benoemd tot burgemeester (1939) van Sart-Dames-Avelines.
Hij nam het tijdens de oorlog niet te nauw met de bevelen van de bezetter. Hij bood hulp aan gezochte personen, verleende steun bij het maken van valse identiteitspapieren en bij het bezorgen van voedsel aan verzetslui in de ondergrondse. Hij hielp mee aan het verspreiden van clandestiene socialistische kranten. In 1944 werd hij betrapt toen een wapentransport bij hem werd geleverd, en werd op transport gezet naar Buchenwald.
In 1946 werd hij verkozen tot socialistisch volksvertegenwoordiger voor het arrondissement Nijvel, een mandaat dat hij tot in 1961 uitoefende.
Hij was lid van Wallonie libre en nam deel aan de Waalse Congressen in Charleroi in 1953 en 1957.